# Hoeryong
Hoeryŏng é uma cidade na província de Hamgyong Norte, na Coreia do Norte. Está localizada em frente à província de Jilin, na China, entre o rio Tumen. Sanhe (三合鎮), na cidade de Longjing, é a cidade chinesa mais próxima do outro lado do rio. Hoeryŏng é considerado o local de nascimento da primeira esposa de Kim Il-sung e da mãe de Kim Jong-il, Kim Jong-suk. O "Local Revolucionário Hoeryong" comemora o local de nascimento dela.
O campo de concentração de Hoeryong (Kwalliso No. 22) era localizado a 20 km da cidade.

## História
Hoeryŏng foi um dos seis postos/guarnições (Chosŏngŭl: 육진, hanja: 六) estabelecido sob a ordem de Sejong, o Grande de Joseon, para proteger seu povo dos Jurchens semi-nômades potencialmente hostis que viviam ao norte do Rio Yalu.
No início de maio de 2007, o recém-nomeado primeiro-ministro Kim Yong-il visitou Hoeryŏng. Naquela época, o primeiro-ministro trouxe com ele em seu trem uma carruagem de vidro (fabricada na Coreia do Sul) e três carruagens de cimento. Depois de entregar as mercadorias ao Comitê Popular de Hoeryŏng, ele ordenou que a cidade de Hoeryŏng fosse decorada e adornada como a cidade do local de nascimento da mãe Kim Jong Suk.

## Divisões administrativas
Hoeryong é dividida em 19 tong (bairros) e 28 ri (aldeias):
| - Chungdo-dong - Chungbong-dong - Ch'irwŏlp'aril-dong - Kang'an-dong - Kyerim-dong - Kungsim-dong - Mang'yang-dong - Nammun-dong - Osandŏk-tong - Poŭl-dong - Saemaŭl-dong - San'ŏp-tong - Sech'ŏn-dong - Sinch'ŏn-dong - Sŏngch'ŏn-dong - Subuk-tong - Tongmyŏng-dong - Yŏkchŏn-dong - Yusŏn-dong - Ch'angt'ae-ri - Ch'anghyo-ri - Hakp'o-ri - Hangyong-ri - Hongsal-li | - In'ge-ri - Kesang-ri - Keha-ri - Kulsal-li - Kŭmsaeng-ri - Musal-li - Namsal-li - Obong-ri - Oryu-ri - Pangwŏl-li - Pyŏksŏng-ri - P'ungsal-li - Raksaeng-ri - Ryongch'ŏl-li - Saŭl-li - Sinhŭng-ri - Sŏngbung-ri - Sŏngdong-ri - Songhang-ri - Taedong-ri - Tokhŭng-ri - Wŏnsal-li - Yŏngsu-ri |

## Economia
As principais indústrias de Hoeryŏng são máquinas de mineração e uma fábrica de papel. A área contém muitas minas. Segundo relatos da mídia, em 2017 os residentes comuns em Hoeryong recebem eletricidade por 3-4 horas por dia. No entanto, muitas pessoas não têm eletricidade.

## Agitação civil
É relatado que, em 24 de setembro de 2008, apenas cerca de 20% dos moradores da cidade de Hoeryŏng participaram de um programa de treinamento de defesa civil que foi realizado na cidade. Pensa-se que os outros 80% tenham ficado em casa ou tendendo a campos particulares. Como punição, as autoridades da Defesa Civil ordenaram que os não participantes pagassem ₩5 000, mas essa multa foi amplamente ignorada.

## Inundação de 2016
Em 29 de agosto de 2016 o rio Tumen transbordou, deixando muitos moradores desabrigados. Os moradores desabrigados se deslocaram para a China.